# 강민우 (2006년)
강민우(姜民雨, 2006년 3월 2일 ~ )는 대한민국의 축구 선수로 포지션은 센터백이며 현재 K리그1 울산 HD 소속이다.

## 수상 내역

### 구단

#### 울산 HD
- K리그1
  - 우승 : 2024

- 코리아컵
  - 준우승 : 2024

### 국가대표팀
대한민국 U-17
- AFC U-17 아시안컵 : 준우승 (2023)